# Uns ist ein Kind geboren, BWV 142
Uns ist ein Kind geboren, BWV 142, és una cantata religiosa atribuïda en el passat a Johann Sebastian Bach. Actualment no se'n sap l'autor, encara que podria ser de Johann Kuhnau, antecessor de Bach com a cantor de l'església de Sant Tomàs de Leipzig, composta per al dia de Nadal. La localització actual en el Catàleg de Bach és Anh.II, 23.